# 小倉事件 (北朝鮮工作員)
小倉事件（こくらじけん）は、北朝鮮（朝鮮民主主義人民共和国）によるスパイ事件。1961年（昭和36年）11月7日、福岡県警察摘発（検挙）。日本と北朝鮮の間を密出入国していた在日朝鮮人の工作員、金乙星（35歳）が福岡県小倉市（現、北九州市小倉南区・小倉北区）で逮捕された。当時の新聞は「対南工作の大物」の逮捕だと報じた。

## 概要
1926年（大正15年）に日本統治下の朝鮮で生まれた金乙星は、生後間もなく祖父と両親に連れられて日本本土に渡った。京都府・兵庫県下の工事現場を渡り歩いた両親は1930年（昭和5年）頃、最終的に兵庫県氷上郡竹田村（現、丹波市市島町）に落ち着き、同地に定住した。1943年（昭和18年）、金乙星は三菱電機神戸工場の徴用工を経て大日本帝国陸軍への入隊を志願し、支那派遣軍に組み入れられて何度か実戦に参加し、1945年（昭和20年）、中国大陸で終戦を迎えた。
金は、蔣介石の国民革命軍（中華民国国軍）によって釜山市に送還された。彼は日本に残した家族との再会を望んだが、朝鮮人であるため正式なルートでの渡航は難しく、1946年4月、慶尚南道馬山港から密航船に乗って福岡県下に上陸した。彼が兵庫県に戻ると父母は死去していたが、姉や弟妹との再会を果たすことができ、義兄の計らいで篠山町（現、丹波篠山市）に転居、そこでヤミ屋として生計を営んだ。やがて、義兄の影響もあり、在日本朝鮮人連盟の集会に参加するようになって、尼崎市にあった朝鮮人連盟の青年学校に入校、さらに東京都北多摩郡狛江村（現、狛江市）の朝連中央高等学院へと進んで、卒業後は同学院の教務部に勤務した。同じ頃、日本共産党に入党し、1947年5月頃からは日本共産党三多摩地区委員会の常任地区委員に選出され、職業活動家として行動するようになった。
1948年、金は日本共産党兵庫県委員会へと異動したが、1949年の団体等規正令による在日朝鮮人連盟解散の影響で県委員会を離れ、淡路共産党地区委員長として淡路島に赴任した。淡路より滋賀県委員会に移り、1950年には神戸市委員会の責任者となった。ここで非合法組織である朝鮮祖国防衛隊の集会で講演したところ、警官隊によって逮捕され、約3週間の拘束を受けた。1951年、金乙星は兵庫県委員会の委員長に選出された。1953年には、アパートの隣室に住んでいた日本人女性と結婚し、1954年、中国地方委員会への異動を命じられて広島市に赴任した。
1955年（昭和30年）7月に開かれた「六全協」（日本共産党第6回全国協議会）で日本共産党は従来の武力闘争路線を180度転換して平和路線を採択し、それに先立つ5月には在日朝鮮統一民主戦線が解散して、在日本朝鮮人総聯合会（朝鮮総連）が結成された。日本共産党民族対策部は解消され、在日朝鮮人の日本共産党員は一斉に党籍を離れることとなった。金乙星は民族対策部解消にともなう事後処理を行ったのち、同年10月、民族対策部元幹部の処遇について朝鮮労働党中央からの指導を得るため、幹部2名を鳥取県から北朝鮮への密航を幇助した。約3か月後に戻った1人の幹部は、即刻の北朝鮮帰還という党中央の意向を伝え、これにより金乙星は民族対策部責任者とともに1956年2月はじめ、愛媛県新居浜港を出港して咸鏡南道の新浦港に渡った。その後、金乙星は平壌直轄市に移り、1960年までは寄宿舎に入って高級党学校で教育を受けた。
1961年4月頃、金乙星は日本に再び不法入国した。密入国後の金乙星は福岡県下を活動拠点として対韓国工作と情報収集活動を行っていた。ただし、具体的な工作内容の詳細はわかっていない。1961年11月7日、金は福岡県警察小倉警察署により検挙された。
その後、金乙星は裁判を受け、1964年（昭和39年）7月10日、出入国管理令（出入国管理及び難民認定法）違反で懲役8カ月、執行猶予3年の判決を受けたが、金はこれを不服として控訴し、控訴が棄却されると上告するが、これも棄却されて1966年7月26日に刑が確定した。金は強制国外退去の対象であったが条件付きの仮放免手続きを取得して収監を免れ、保守系代議士の支援を得て1979年に特別在留許可を得た。